# Bärporssläktet
Bärporssläktet (Morella) är ett släkte av porsväxter. Släktet omfattar cirka 40 arter. Typarten är Morella rubra. De ingående arterna har traditionellt räknats till porssläktet, vars typart är pors (Myrica gale), men morfologiska skillnader har gjort att porssläktet under senare tid ofta delas i två grupper, med bärporssläktet som den större gruppen.

## Dottertaxa tillMorella, i alfabetisk ordning[2]
- Morella adenophora
- Morella arborea
- Morella brevifolia
- Morella cacuminis
- Morella californica
- Morella caroliniensis
- Morella cerifera
- Morella chevalieri
- Morella chimanimaniana
- Morella cordifolia
- Morella diversifolia
- Morella esculenta
- Morella faya
- Morella funckii
- Morella holdridgeana
- Morella humilis
- Morella inodora
- Morella integra
- Morella javanica
- Morella kandtiana
- Morella kraussiana
- Morella lindeniana
- Morella microbracteata
- Morella nana
- Morella parvifolia
- Morella pavonis
- Morella pensylvanica
- Morella phanerodonta
- Morella picardae
- Morella pilulifera
- Morella pringlei
- Morella pubescens
- Morella punctata
- Morella quercifolia
- Morella rivas-martinezii
- Morella rotundata
- Morella rubra
- Morella salicifolia
- Morella serrata
- Morella shaferi
- Morella singularis
- Morella spathulata